# Weinheim Longhorns
I Weinheim Longhorns sono una squadra di football americano di Weinheim, in Germania, fondata nel 1990.

## Dettaglio stagioni

### Tornei nazionali

#### Campionato

##### GFL
| Stagione | regular season | regular season | regular season | regular season | regular season | regular season | playoff | playoff | playoff | playoff | playoff | playoff          | playoff                |
|          | Vin            | Par            | Per            | Tot            | PF             | PS             | Vin     | Per     | Tot     | PF      | PS      | risultato        | avversaria             |
| -------- | -------------- | -------------- | -------------- | -------------- | -------------- | -------------- | ------- | ------- | ------- | ------- | ------- | ---------------- | ---------------------- |
| 2007     | 4              | 0              | 8              | 12             | 196            | 311            | 0       | 1       | 1       | 26      | 55      | Quarti di finale | Braunschweig Lions     |
| 2008     | 4              | 0              | 8              | 12             | 248            | 256            | 0       | 1       | 1       | 21      | 47      | Quarti di finale | Kiel Baltic Hurricanes |
| 2009     | 4              | 0              | 8              | 12             | 211            | 412            | 0       | 1       | 1       | 13      | 30      | Quarti di finale | Berlin Adler           |
| 2010     | 0              | 0              | 12             | 12             | 108            | 531            | 0       | 2       | 2       | 33      | 75      | Retrocessi       | Wiesbaden Phantoms     |
| Totale   | 12             | 0              | 36             | 48             | 763            | 1510           | 0       | 5       | 5       | 93      | 207     |                  |                        |

Fonti: Enciclopedia del Football - A cura di Roberto Mezzetti

##### 2. Bundesliga/GFL2
| Stagione | regular season | regular season | regular season | regular season | regular season | regular season | playoff | playoff | playoff | playoff | playoff | playoff   | playoff        |
|          | Vin            | Par            | Per            | Tot            | PF             | PS             | Vin     | Per     | Tot     | PF      | PS      | risultato | avversaria     |
| -------- | -------------- | -------------- | -------------- | -------------- | -------------- | -------------- | ------- | ------- | ------- | ------- | ------- | --------- | -------------- |
| 2005     | 11             | 0              | 3              | 14             | 615            | 244            | -       | -       | -       | -       | -       | -         | -              |
| 2006     | 12             | 0              | 2              | 14             | 511            | 125            | 2       | 0       | 2       | 47      | 14      | Promossi  | Munich Cowboys |
| 2011     | 1              | 1              | 12             | 14             | 240            | 570            | -       | -       | -       | -       | -       | -         | -              |
| Totale   | 24             | 1              | 17             | 42             | 1366           | 939            | 2       | 0       | 2       | 47      | 14      |           |                |

Fonti: Enciclopedia del Football - A cura di Roberto Mezzetti

##### Regionalliga
| Stagione | regular season | regular season | regular season | regular season | regular season | regular season | playoff | playoff | playoff | playoff | playoff | playoff   | playoff        |
|          | Vin            | Par            | Per            | Tot            | PF             | PS             | Vin     | Per     | Tot     | PF      | PS      | risultato | avversaria     |
| -------- | -------------- | -------------- | -------------- | -------------- | -------------- | -------------- | ------- | ------- | ------- | ------- | ------- | --------- | -------------- |
| 2001     | 4              | 1              | 5              | 10             | 152            | 149            | -       | -       | -       | -       | -       | -         | -              |
| 2002     | 4              | 0              | 6              | 10             | 200            | 268            | -       | -       | -       | -       | -       | -         | -              |
| 2003     | 6              | 0              | 4              | 10             | 218            | 153            | 0       | 1       | 1       | 14      | 33      | Playoff   | Danube Hammers |
| 2004     | 8              | 0              | 0              | 8              | 344            | 16             | -       | -       | -       | -       | -       | -         | -              |
| 2012     | 0              | 0              | 10             | 10             | 132            | 395            | -       | -       | -       | -       | -       | -         | -              |
| 2016     | 5              | 0              | 5              | 10             | 228            | 287            | -       | -       | -       | -       | -       | -         | -              |
| 2017     | 7              | 2              | 1              | 10             | 261            | 125            | -       | -       | -       | -       | -       | -         | -              |
| 2018     | 4              | 0              | 8              | 12             | 181            | 308            | -       | -       | -       | -       | -       | -         | -              |
| 2019     | 7              | 2              | 3              | 12             | 244            | 297            | -       | -       | -       | -       | -       | -         | -              |
| Totale   | 45             | 5              | 42             | 92             | 1960           | 1998           | 0       | 1       | 1       | 14      | 33      |           |                |

Fonti: Enciclopedia del Football - A cura di Roberto Mezzetti

##### Verbandsliga (quarto livello)/Oberliga
| Stagione | regular season | regular season | regular season | regular season | regular season | regular season | playoff | playoff | playoff | playoff | playoff | playoff   | playoff    |
|          | Vin            | Par            | Per            | Tot            | PF             | PS             | Vin     | Per     | Tot     | PF      | PS      | risultato | avversaria |
| -------- | -------------- | -------------- | -------------- | -------------- | -------------- | -------------- | ------- | ------- | ------- | ------- | ------- | --------- | ---------- |
| 1991     | 2+?            | 1+?            | 2+?            | 6              | 80+?           | 125+?          | -       | -       | -       | -       | -       | -         | -          |
| 1997     | 3+?            | 1+?            | 3+?            | 8              | 77+?           | 66+?           | -       | -       | -       | -       | -       | -         | -          |
| 1998     | 1+?            | 0+?            | 5+?            | 8              | 63+?           | 90+?           | -       | -       | -       | -       | -       | -         | -          |
| 1999     | 9              | 1              | 4              | 14             | 165            | 129            | -       | -       | -       | -       | -       | -         | -          |
| 2000     | 10             | 0              | 0              | 10             | 281            | 41             | -       | -       | -       | -       | -       | -         | -          |
| 2013     | 3              | 0              | 9              | 12             | 116            | 209            | -       | -       | -       | -       | -       | -         | -          |
| 2014     | 3              | 0              | 9              | 12             | 199            | 255            | -       | -       | -       | -       | -       | -         | -          |
| 2015     | 9              | 0              | 3              | 12             | 352            | 165            | -       | -       | -       | -       | -       | -         | -          |
| Totale   | 40+?           | 3+?            | 35+?           | 82             | 1433+?         | 1080+?         | -       | -       | -       | -       | -       |           |            |

Fonti: Enciclopedia del Football - A cura di Roberto Mezzetti

##### Landesliga/Verbandsliga (quinto livello)
| Stagione | regular season | regular season | regular season | regular season | regular season | regular season | playoff | playoff | playoff | playoff | playoff | playoff   | playoff        |
|          | Vin            | Par            | Per            | Tot            | PF             | PS             | Vin     | Per     | Tot     | PF      | PS      | risultato | avversaria     |
| -------- | -------------- | -------------- | -------------- | -------------- | -------------- | -------------- | ------- | ------- | ------- | ------- | ------- | --------- | -------------- |
| 1993     | 0+?            | 1+?            | 1+?            | 6              | 24+?           | 26+?           | 1       | 0       | 1       | 16      | 14      | Promossi  | Danube Hammers |
| 1994     | ?              | ?              | ?              | 6              | ?              | ?              | 1       | 1       | 2       | 19      | 20      | Finale    | Danube Hammers |
| 1995     | 5              | 0              | 5              | 10             | 185            | 103            | -       | -       | -       | -       | -       | -         | -              |
| 1996     | 6              | 0              | 2              | 8              | 135            | 75             | -       | -       | -       | -       | -       | -         | -              |
| Totale   | 11+?           | 1+?            | 8+?            | 30             | 344+?          | 204+?          | 2       | 1       | 3       | 35      | 34      |           |                |

Fonti: Enciclopedia del Football - A cura di Roberto Mezzetti